# Adolph Gottfried Volusius

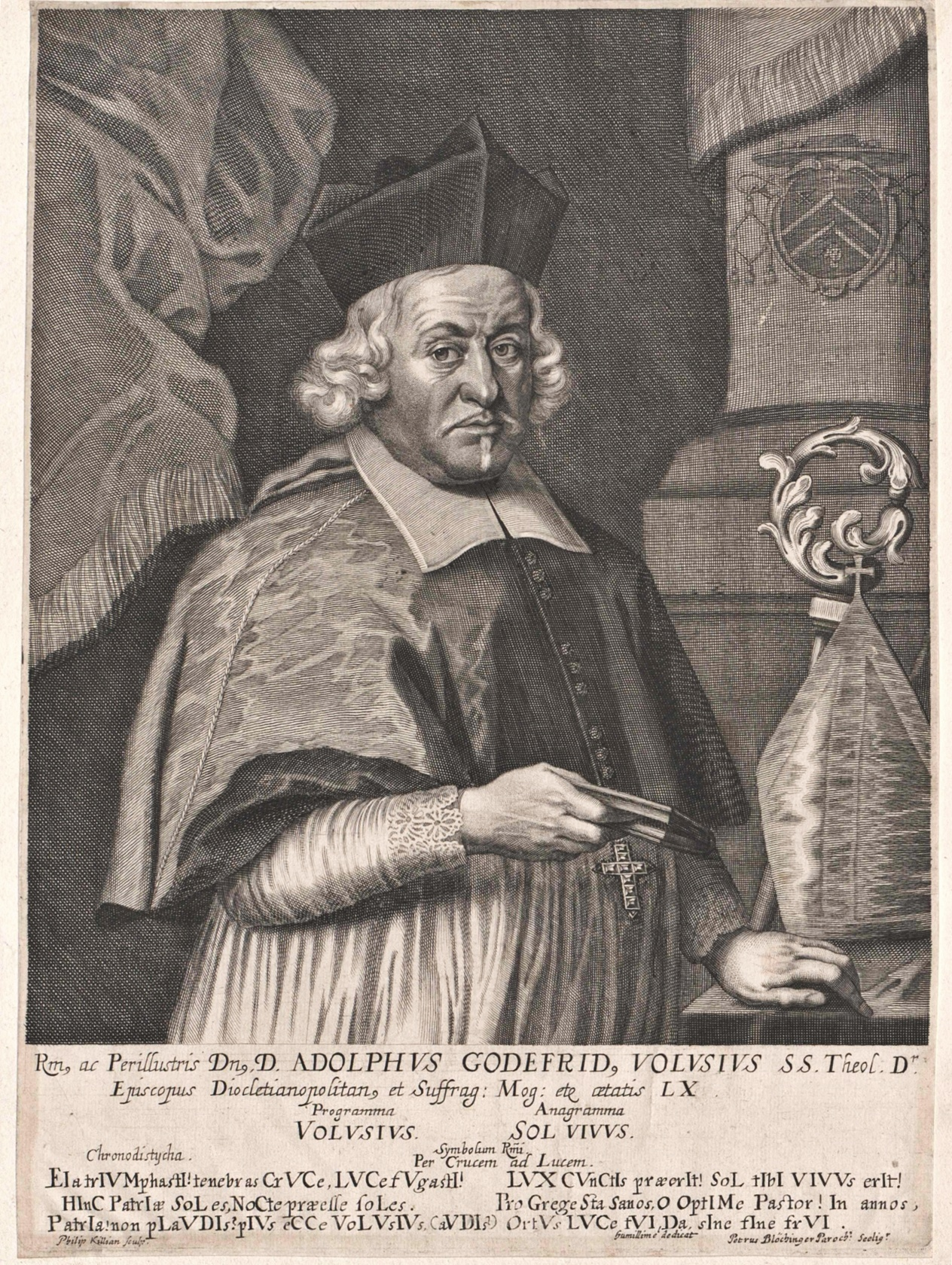
Adolph Gottfried Volusius

Adolph Gottfried Volusius (* 1617 in Hanau; † 17. März 1679 in Mainz) war ein katholischer Weihbischof, Gelehrter und Rektor der Universität Mainz.

## Leben
Als Sohn eines calvinistischen Predigers immatrikulierte er sich zum Studium der Evangelischen Theologie an der damals neuen Universität Kassel. Daran anschließend übernahm er 1637 eine Pfarrstelle in seiner Heimatstadt Hanau. Aufgrund seiner Beschäftigung mit der Patristik, Kontroverstheologie und damit verbunden dem Studium von katholisch theologischen Werken und dem Eintreten für die Marienverehrung musste er fliehen, kam über das kurmainzische Steinheim nach Mainz.
Dort konvertierte er 1638 zum katholischen Glauben und begann seine Hauptschaffensperiode. Der Erzbischof Anselm Casimir Wambolt von Umstadt schickte Volusius an das Priesterseminar Collegium Germanicum in Rom. Nachdem er 1642 im Alter von 25 Jahren die Priesterweihe erhalten hatte, wirkte er als Pfarrer in Heppenheim (Bergstraße). Bald darauf wurde Volusius 1645 Dompfarrer und Domprediger am Mainzer Dom. Er stieg 1646 zum Kanonikus und 1651 zum Dekan des Stiftes St. Mauritz auf und war 1646 Scholaster und ab 1663 Dekan des Stifts St. Maria ad Gradus (Mainz). An der Universität Mainz erwarb er 1643 den Grad Doctor theologiae. Neben seiner Lehrtätigkeit wurde er 1675 sowie 1676 zu deren Rektor gewählt.
Am 22. Juni 1676 wurde er zum Weihbischof der Diözese Mainz berufen und erhielt die Bischofsweihe. Zudem wurde er zum Titularbischof von Diocletiana ernannt.
Unter Johann Philipp von Schönborn war er 1657 Konsistorialrat und Siegler des Generalvikariates. Zur Erinnerung an seinen Erzbischofs verfasste er eine Gedenkrede, die er bei der Beisetzung des Schönbornschen Herzens am 8. März 1673 am Hochaltar des Domes hielt.
Obgleich seine neue deutsche Bibelübersetzung, die „Mainzer Bibel“ von 1655 ungedruckt blieb, so bildete Volusius' biblischer Katechismus, basierend auf dem Katechismus von Petrus Canisius, doch eine wichtige Grundlage zur Verbesserung des religiösen Lebens. Auch ein neues Mainzer Proprium, das Willigis als Heiligen vorsah, wurde von ihm editiert. Seine Tätigkeit als Weihbischof erstreckte sich bis zu seinem Lebensende auf beide Teile des Erzbistums in partibus Rheni und in partibus Hassiae et Thuringiae. Gerade als Konvertit war Volusius mit besonderem Eifer um die Verstärkung des kirchlichen Lebens bemüht. Sein kontroverstheologischer Nachlass befindet sich in der Martinus-Bibliothek. Als Mainzer Bücherzensor erscheint er unter anderem bei der Imprimatur eines „Mainzer Unionsplans“, der im Herbst 1660 auftaucht und der konfessionellen Trennung im Erzstift ein Ende bereiten sollte.
Sein Nachfolger war Matthias Starck.

## Werke
- Catechismus biblicus - Das ist Schrifftmässige Erklärung und Bewährung Der…; Mainz 1663.[7]
- Aurora pacis religiosae divinae veritati amica …, Frankfurt 1665 (online).
- Calvinismi fugiendi et fidei catholicae eligendae consilium maturum et rationabile, Mainz 1638 und 1639 (online).
- Pars ... castigationis Catholicae, sive responsum ad quandam Samuelis Maresii … epistolam nugacissimam, 1666.
- Sacerdos Magnus Das ist, eine christliche Trauer- und Lobrede …, 1673 (ungedruckt).[8]